# Order Niewolnic Cnoty
Order Niewolnic Cnoty (niem. Orden der Frauen-Sklavinnen der Tugend, fr. Ordre des Dames esclaves de la vertu) – damski order austriacki, ustanowiony przez cesarzową Eleonorę, wdowę po Ferdynandzie III.

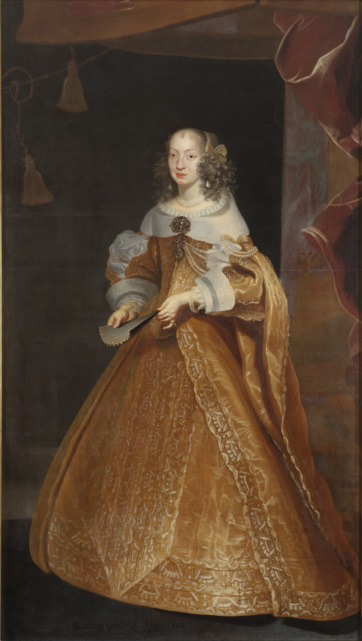
Cesarzowa Eleonora

## Historia i insygnia
Order, właściwie damski świecki zakon kontemplacyjny, został ustanowiony w 1662 i wygasł w XVIII lub najpóźniej na początku XIX wieku. Celem jego było szerzenie cnót chrześcijańskich i kontemplacja nad tajemnicami Boga i przyrody. Wszystkie arcyksiężniczki habsburskie otrzymywały go z racji urodzenia, inne członkinie wybierane były przez cesarzową. Szybko stracił znaczenie, gdyż już sześć lat później cesarzowa ustanowiła znamienity Order Krzyża Gwiaździstego, który dotrwał do dziś.
Insygnium orderu to okrągły złoty medal z wyobrażeniem słońca  (jako otoczonej promieniami twarzy ludzkiej) i czterech róż, w górnej części z emaliowaną na biało inskrypcją: „Sol. Ubiq. Trium.”, będącej skrótem dewizy: „Sola ubique triumphat” – „Tylko cnota zwycięży”. Przy uroczystych okazjach noszono medal na złotym łańcuchu na szyi lub przypięty do lewego ramienia powyżej łokcia, na co dzień przywdziewano skromniejszy i mniejszy medal noszony na czarnej wstędze na szyi. Noszenie orderu było obowiązkowe, przy przeoczeniu nakładano karę na damę w wysokości 100 talarów. Większy medal podlegał zwrotowi do kapituły po zgonie posiadaczki.
Z polskich monarchiń posiadała order córka założycielki, królowa Eleonora, małżonka Michała Korybuta.